# 维基新闻
維基新聞是由一群志願者、即民間記者運營的網絡媒體。同時是一個自由內容的維基，屬維基媒體計劃項目，由維基媒體基金會負責運營。維基新聞通過協作新聞學的工作模式去運行，同時亦努力通過中性的觀點報導新聞，包括原創一手獨家報道和採訪。
截至2025年6月，維基新聞有36種不同語言的版本，其中5個已關閉。

## 歷史
2004年11月，維基媒體基金會實驗以wiki共筆協作的方式建立新聞網站的可行性。最終計劃得到基金會理事會允許建立。同年年尾，網站進入公開測試階段，並且德語版本也已經運作。此外還先後建立了荷蘭語、法語、西班牙語、瑞典語、保加利亚語、波蘭語、葡萄牙語、羅馬尼亞語和乌克兰語等語言版本。
2005年3月13日，維基新聞己發表1,000條新聞條目。同年4月3日註冊用戶人數達2,000名。同年維基媒體基金會發起用戶投票，以決定維基新聞的內容發佈版權，結果由公共領域改為知识共享 署名2.5版。

## 中文維基新聞
中文維基新聞是維基新聞協作計劃的中文版本，自2006年3月14日正式成立，由非營利組織──維基媒體基金會維持負責，目前在各語言維基新聞新聞稿數排名中列第9名，截至2020年8月，中文維基新聞已擁有超過13000篇新聞稿。

### 設立
維基新聞的中文版曾在元維基和中文維基百科上經過多次討論，曾經過兩次是否設立的投票。
第一次投票最終未得到足夠的維基人支持，而未通過。支持的一方認為，不應為了擔心維基新聞報導有政治等敏感話題而遭中國政府封鎖，而放棄整個華文用戶市場。反對的一方則認為，由於維基新聞的自由理念，一定會使得很多不同政見的新聞出現。展望未來，問題在於：如何避免上次維基百科和其他維基媒體基金會的計劃受中國政府封鎖的事件再次重演。
經過一年多後的第二次投票，維基新聞以大比數通過，并設立動議。中文維基新聞於是在2006年3月14日正式成立。

### 被中國大陸屏蔽
2009年1月9日，中国大陆地区开始无法直接访问中文维基新闻。同时，包括其他语种维基新闻在内的维基媒体基金会其下项目仍可正常访问。
2012年初，中文维基新闻遭到封锁，方式为HTTP连接重置和DNS污染。

## 外部連結
- 官方网站
- 中文维基新闻 （页面存档备份，存于）
- 中文維基新聞Telegram廣播頻道 （页面存档备份，存于）
- 中文Planet Wikimedia （页面存档备份，存于）